# Els Casals
Els Casals és una obra de Santa Pau (Garrotxa) inclosa a l'Inventari del Patrimoni Arquitectònic de Catalunya.

## Descripció
És un casal de planta rectangular amb el teulat a dues aigües i els vessants encarats cap a les façanes principals. Disposa de planta baixa, sense finestres, dedicada a quadres pel bestiar. El primer pis té l'accés exterior per una àmplia escala de pedra. El segon pis era destinada a dormitoris i graner. Can Casals va ser bastida amb pedra volcànica i carreus ben escairats a les obertures principals. Darrerament ha estat transformada però s'ha conservat la seva estructura primitiva. A les llindes hi ha inscripcions. A la porta d'accés a les quadres hi diu "1771" amb una creu al mig. A la porta principal hi ha una creu dins un cercle i símbols florals + 1846.

## Història
Va ser construït a finals del segle xviii, així ho demostra una senzilla llinda, situada en una de les portes d'accés a les quadres, que porta la data de 1771. Al segle xix es va ampliar pel cantó de la façana principal. Es construí un cos avançat sostingut per pilastres que servia per assecar les panotxes de blat de moro. Era format per dos pisos amb els terres empostissats. Així mateix es va fer la nova porta principal de la casa, que conserva una bonica llinda amb la data de 1846.